# West Orange, New Jersey
West Orange är en ort i Essex County i den amerikanska delstaten New Jersey. I West Orange finns Thomas Edison National Historical Park, vars viktigaste sevärdhet är Glenmont, Thomas Edisons hus och laboratorium.

## Kända personer från West Orange
- Brendan Byrne, politiker
- Charles Edison, politiker
- Michael Pitt, skådespelare och sångare
- Hilary Rosen, lobbyist